# Anna Tunnicliffe
Anna Tunnicliffe (Doncaster, 17 oktober 1982) is een Amerikaans zeilster. Ze won olympisch goud in 2008 en werd tweemaal wereldkampioen.
Tunnicliffe werd geboren in Engeland, en leerde het zeilen kennen op het jacht van haar ouders. Op twaalfjarige leeftijd verhuisde ze met haar ouders mee naar Perrysburg in de Amerikaanse staat Ohio. Ze voer zeilwedstrijden in diverse kleinere boottypen. 
In 1999 begon ze te zeilen in de Laser Radiaal, waarmee ze jarenlang wedstrijden voer. Ze won in 2006 haar eerste grote wedstrijd in Miami. In oktober van dat jaar bereikte ze de toppositie op de wereldranglijst in haar klasse, en plek die ze op enkele korte onderbrekingen na wist vast te houden tot april 2010. Ze kwalificeerde ze zich voor de Olympische Zomerspelen van 2008 in Peking. Ze legde daar beslag op het goud in de Laser Radiaal-klasse. In 2009 won ze de ISAF World Sailor of the Year Award, de belangrijkste zeilprijs ter wereld. 
Tunnicliffe bleef wedstrijden varen in diverse boottypen zoals de Laser Radiaal, de Snipe en de Sonar. In November 2010 won ze het wereldkampioenschap Snipe. Ze begon matchrace-wedstrijden te varen als schipper in de nieuwe olympische Elliott 6m, samen met Molly O'Bryan Vandemoer en Debbie Capozzi. Het trio won goud op de Wereldkampioenschappen zeilen 2011 in hun klasse. Tunnicliffe won hiervoor opnieuw de ISAF Sailor of the Year Award. Samen met Vandemoer en Capozzi vertegenwoordigde Tunnicliffe haar land op de Olympische Spelen van Londen in 2012. Ze eindigden op de vijfde plaats in het eindklassement.
Na de Spelen van 2012 voer Tunnicliffe kort op de nieuwe Olypmische 49erFX met Vandermoer, maar besloot begin 2014 om haar olympische zeilcarrière te beëindigen. Wel blijft ze actief in het wedstrijdzeilen. Zo zeilde ze in 2013 en 2014 met het Zwitserse zeilteam Alinghi in de Extreme Sailing Series. Ze won deze catamaranwedstrijd in 2014.

## Palmares
- 2008 - OS, Laser Radial,
- 2009 - ISAF Sailor of the Year
- 2010 - WK, Snipe, winst
- 2011 - WK, Elliott 6m, winst
- 2011 - ISAF Sailor of the Year
- 2012 - OS, Elliott 6m, 5e
- 2014 - Extreme Sailing Series, winst